# Jeff Porcaro
Jeffrey Thomas "Jeff" Porcaro, född 1 april 1954 i Hartford i Connecticut, död 5 augusti 1992 i Los Angeles i Kalifornien, var en amerikansk studiomusiker och en av originalmedlemmarna i det amerikanska Grammy Award-vinnande bandet Toto. Porcaro var en av de mest anlitade och inspelade trummisarna i musikhistorien, och medverkade på tusentals inspelningar av olika slag. Även om han redan var etablerad under 1970-talet, var det först på Steely Dans platta Katy Lied som han blev känd i USA. Allmusic har kategoriserat honom som "troligen den mest anlitade studiomusikern inom rockmusiken från mitten av 1970-talet och ända in på 1990-talet", och även att "det är ingen överdrift att säga att trumsoundet inom populärmusiken på 1980-talet, till stor del, var soundet av Jeff Porcaro".

## Biografi

### Personligt
Jeff Porcaro föddes i Hartford i Connecticut och var äldste sonen till Los Angeles-baserade session percussionisten Joe Porcaro. Steve Porcaro, som är den yngste brodern av tre, är fortfarande aktiv som musiker medan mellanbrodern Mike Porcaro avled av ALS 2015. Porcaro växte upp i området San Fernando Valley i Los Angeles och gick på Ulysses S. Grant High School.
Den 22 oktober 1983 gifte han sig med Susan Norris, nyhetsreporter från Los Angeles. De fick tre söner, Christopher Joseph (född 3 juli 1984), Miles Edwin Crawford (född 12 juni 1986 - död 4 oktober 2017) och Nico Hendrix (född 26 december 1991).

### Karriär
Porcaro började spela trummor när han var sju år, och fick undervisning av sin far Joe Porcaro, för att sedan fortsätta studera för Bob Zimmitti och Richie Lapore.
När han var 17 år fick han sitt första professionella gig med Sonny And Cher's turnéband där även de blivande Toto-medlemmarna David Paich och David Hungate ingick. Från 20 till 30 års ålder spelade han på hundratals olika plattor, bl.a. på ett flertal med Steely Dan. Han turnerade med Boz Scaggs och kort efter det startade han Toto tillsammans med sin bror Steve Porcaro och barndomsvännerna Steve Lukather och David Paich.
Vid sidan om Toto har han också medverkat som studiomusiker med artister som Paul McCartney, Dire Straits, Michael Jackson, Jackson Browne, Paul Simon, Madonna, Airplay, Al Jarreau, the Bee Gees, Joe Cocker, Stan Getz, Barbra Streisand, Diana Ross, Roger Waters, Pink Floyd, Paul Anka, Eric Carmen, Eric Clapton, Miles Davis, Bruce Springsteen, Elton John, Janne Schaffer och Ted Gärdestad.
Richard Marx dedicerade sin låt "One Man" till honom och sade att Porcaro var den bästa trummisen han någonsin har samarbetat med.
Michael Jackson hedrade Porcaro på plattan HIStory: Past, Present and Future, Book I från 1995. Porcaro spelade trummor på fyra av låtarna på Jacksons Thriller-platta ("The Girl Is Mine", "Beat It", "Human Nature" och "The Lady In My Life"), samt på en av Dangerous-plattans stora hits "Heal The World".
Han spelade också trummor på 10cc:s ...Meanwhile (1992). På sin live-platta "10cc Alive" (1993), inspelad efter hans död, tillägnade de honom låten "The Night That The Stars Didn't Show".

### Död
Porcaro dog den 5 augusti 1992, 38 år gammal. Rockstjärnan föll ihop i sitt hem i Hidden Hills, Kalifornien, efter att ha sprejat ett ogräsmedel i sin trädgård och dog senare på kvällen på Humana Hospital-West Hills. Enligt LA Times Report pekar The Los Angeles County Coroner's office på att dödsorsaken var en hjärtattack som utlöstes på grund av förhårdnader i artärerna som var orsakade av att han tagit kokain. Alltså var det ingen allergisk reaktion på ogräsmedlet som man först sade (och som var Totos officiella bandhistoria) direkt efter hans död.
På Porcaros begravning kom det runt 1500 personer (familj, vänner, kollegor och fans) och den hölls den 10 augusti på Forest Lawn - Hollywood Hills Cemetery där han begravdes. Man startade The Jeff Porcaro Memorial Fund för att bidra till den estetiska undervisningen vid Grant High School i Los Angeles, där han själv en gång gick under det tidiga 1970-talet. Den 14 december 1992 hölls en minneskonsert i Universal Amphitheater, Los Angeles, med många stjärnor närvarande: Boz Scaggs, Donald Fagen, Don Henley, Michael McDonald, George Harrison, David Crosby, Eddie Van Halen och medlemmarna i Toto. Syftet med konserten var att få ihop pengar för att bekosta Jeff Porcaros söners utbildning.